# 黃頜犬牙石首魚
黃頜犬牙石首魚為輻鰭魚綱鱸形目鱸亞目石首魚科的其中一種，分布於中東太平洋的墨西哥海域，體長可達129公分，棲息在沿海，可做為食用魚及遊釣魚。